# Suore amanti della Santa Croce
Le Amanti della Croce sono le appartenenti a quelle compagnie di donne secolari indigene sorte in Indocina a partire dal XVII secolo a opera dei missionari europei per collaborare all'evangelizzazione dei popoli del sud-est asiatico: sono organizzate come società di vita apostolica di diritto diocesano.

## Storia
Le Amanti della Croce vennero fondate dal vescovo francese Pierre Lambert de la Motte (1624-1679), che nel 1658 venne nominato vicario apostolico della Cocincina da papa Alessandro VII: nel 1662 nel Tonchino organizzò una congregazione di donne secolari e diede loro il nome di Amanti della Croce del figlio di Dio e l'incarico di meditare la vita e la passione di Gesù e partecipare alle sue sofferenze.
Il fondatore diede alle Amanti della Croce delle regole semplici, ispirate a quelle preparate da Francesco di Sales per le visitandine: poiché, oltre alla meditazione e alla preghiera contemplativa, le Amanti della Croce avevano come finalità opere di apostolato attivo come l'insegnamento del Catechismo, la visita domiciliare agli ammalati e ai poveri e l'evangelizzazione, non erano soggette alla clausura.

## Organizzazione e diffusione
Giuridicamente le Amanti della Croce sono organizzate come società di vita apostolica: in ogni circoscrizione ecclesiastica costituiscono una compagnia autonoma soggetta alla vigilanza dell'ordinario locale.
Nel 1969 le Amanti della Croce contavano complessivamente 227 novizie, 257 postulanti e 2.031 professe, tra cui 559 con voti perpetui, organizzate in 323 case presenti soprattutto in Vietnam ma anche in Laos e Thailandia.